# Anton Wimmer (Widerstandskämpfer)
Anton Wimmer (* 15. Mai 1885 in Wien; † 21. Juni 1944 ebenda) war ein österreichischer Spinnereiarbeiter und Widerstandskämpfer gegen das NS-Regime. Er wurde von der NS-Justiz zum Tode verurteilt und im Wiener Landesgericht geköpft.

## Leben
Wimmer, zuletzt wohnhaft in Mitterndorf an der Fischa, war als Zahler und Verwahrer von Beiträgen für die KPÖ tätig.  Er wurde am 29. Juli 1943 festgenommen. Er wurde gemeinsam mit fünf weiteren Mitgliedern der KPÖ am 20. April 1944 wegen „Vorbereitung zum Hochverrat“ vom Volksgerichtshof zum Tode verurteilt. Alle sechs Verurteilten wurden am 21. Juni 1944 mit dem Fallbeil hingerichtet.

## Gedenken
Sein Name findet sich auf der Gedenktafel im ehemaligen Hinrichtungsraum des Wiener Landesgerichts.

## Nachweise
1. ↑  Nachkriegsjustiz.at. Abgerufen am 14. April 2021.

| Personendaten    | Personendaten                                                                |
| ---------------- | ---------------------------------------------------------------------------- |
| NAME             | Wimmer, Anton                                                                |
| KURZBESCHREIBUNG | österreichischer Dreher und Widerstandskämpfer gegen den Nationalsozialismus |
| GEBURTSDATUM     | 15. Mai 1885                                                                 |
| GEBURTSORT       | Wien                                                                         |
| STERBEDATUM      | 21. Juni 1944                                                                |
| STERBEORT        | Wien                                                                         |